# 埃米 (密蘇里州)
埃米（英語：Amy）是位於美國密蘇里州豪厄爾縣的非建制地區。

## 歷史
埃米的郵局於1891年設立，其後於1931年停運。

## 地理
埃米所處的海拔為高於海平面361米（即1184英呎），而該地所採用的時區為UTC-6，即北美中部時區（CST）。同時該地設有夏令時間，為UTC-6調快一小時，即UTC-5（CDT）。